# Profesor Baltazar
Profesor Baltazar – chorwacki animowany serial telewizyjny adresowany dla dzieci. Produkowany był w latach 1967–1978 w Jugosławii. Twórcą był animator Zlatko Grgić.
Serial opowiada o geniuszu, tytułowym profesorze Baltazarze, który w każdym odcinku rozwiązuje problemy osób ze swojego otoczenia za pomocą magicznych maszyn i nietypowych wynalazków.
Bohaterowie nie używają żadnego zrozumiałego języka. Fabuła odcinków opowiadana jest przez narratora.

## Historia
Serial został stworzony dla telewizji przez chorwackiego animatora Zlatko Grgicia w studiu Zagreb Film. W latach 1967–1978 zostało wyemitowanych 59 odcinków.
Serial emitowany był także poza Jugosławią, m.in. w Danii, Finlandii, Niemczech, Iranie, Włoszech, Norwegii, Portugalii, Korei Południowej, Szwecji i Izraelu.
Prawdopodobnym źródłem popularności kreskówki był ogólny brak przemocy jako środka rozwiązywania problemów. Sam profesor jest przedstawiany jako życzliwy i pacyfistyczny, zawsze starający się rozwiązywać problemy za pomocą wyobraźni i rozumu, a także dbający o to, aby wszystkim żyło się lepiej.
W 2011 roku wszystkie 59 odcinków zostało odrestaurowanych przez DVDlab i opublikowanych na DVD. W 2019 roku wyprodukowano nowy odcinek „Augustova treća sreća” (ang. „Third time lucky”), 52 lata po premierze oryginalnego programu.

## Obsada
Źródło: IMDb.
- Produkcja: Zagreb / Windrose-Hamburg for WWF-Cologne
- Kierownik produkcji:: Z. Pavičić
- Scenariusze: Zlatko Grgić, Boris Kolar, Ante Zaninović
- Reżyserzy: Zlatko Grgić, Boris Kolar, Ante Zaninović
- Animatorzy: Zlatko Grgić, Boris Kolar, Ante Zaninović, T. Paus, L. Fabiani, N. Petrick, S. Drobnić
- Tło: Zlatko Bourek, Branko Varadin, Srdjan Matić
- Kamera: I. Hercigonja
- Muzyka: Tomica Simović
- Opiekun muzyczny: T. Brunšmid
- Dźwięk: M. Presil
- Projektanci: Zlatko Grgić, Boris Kolar, Ante Zaninović